# Melvin Ely
Pour les articles homonymes, voir Ely (homonymie).
Melvin Anderson Ely, né le 2 mai 1978 à Harvey en Illinois (États-Unis), est un joueur américain de basket-ball.
Il est champion NBA en 2007 avec les Spurs de San Antonio.

## Biographie
De 2 mètres 10 et 115 kg, cet ailier fort ou pivot est formé à Fresno State. Il évolue sous la direction de l'ancien entraîneur de Rebels d'UNLV Jerry Tarkanian et mène deux fois les Bulldogs au tournoi final en 2000 et 2001. Il est distingué comme joueur de l'année de la Western Athletic Conference en 2001 et 2002.
Il est sélectionné en tant que douzième choix de la Draft 2002 de la NBA par les Clippers de Los Angeles. Après deux saisons avec un maigre temps de jeu aux Clippers, Ely est transféré avec son coéquipier Eddie House le 14 juillet 2004 aux Bobcats de Charlotte contre deux seconds tour de draft en 2005 et 2006. Durant ses deux saisons en Caroline du Nord, il est devenu un des joueurs importants du banc de son équipe. Le 2 octobre 2006, Ely  rejette une offre des Warriors de Golden State et des Suns de Phoenix pour un contrat de 3 millions de dollars pour rester aux Bobcats.
Le 13 février 2007, il rejoint les Spurs de San Antonio lors d'un échange contre l'ailier Eric Williams et un second tour de draft en 2009. Aux Spurs, Ely devient champion NBA, bien qu'il n'ait pas foulé le parquet durant toute la phase des play-offs. Agent libre à la fin de la saison, il signe pour la saison 2007-2008 aux Hornets de La Nouvelle-Orléans.
En 2012, il signe avec les Brujos de Guayama au Puerto-Rico.
Le 27 octobre 2012, il signe avec les Mavericks de Dallas mais est coupé le lendemain. Le 1er novembre, il est sélectionné par les Legends du Texas en D-League.
Le 23 septembre 2013, il signe avec les Grizzlies de Memphis mais est coupé le 26 octobre. En novembre, il est de nouveau sélectionné par les Legends du Texas.
Le 14 avril 2014, il s'engage avec les Pelicans de La Nouvelle-Orléans pour participer aux deux derniers matches de l'équipe de la saison.

## Équipes successives
- 2002-2004 :  Clippers de Los Angeles
- 2004-2007 :  Bobcats de Charlotte
- 2007 : Spurs de San Antonio
- 2007-2009 :  Hornets de La Nouvelle-Orléans
- 2009-2011 :  Nuggets de Denver
- 2012 :  Brujos de Guayama
- 2012-2014 :  Legends du Texas
- 2014 :  Pelicans de La Nouvelle-Orléans
- 2014-2015 :  Gunma Crane Thunders

## Records sur une rencontre en NBA
Les records personnels de Melvin Ely en NBA sont les suivants, :
| Type de statistique        | Saison régulière | Saison régulière       | Saison régulière | Playoffs | Playoffs               | Playoffs    |
| Type de statistique        | Record           | Adversaire             | Date             | Record   | Adversaire             | Date        |
| -------------------------- | ---------------- | ---------------------- | ---------------- | -------- | ---------------------- | ----------- |
| Points                     | 23               | SuperSonics de Seattle | 6 février 2006   | 5        | @ Spurs de San Antonio | 15 mai 2008 |
| Paniers marqués            | 11               | SuperSonics de Seattle | 6 février 2006   | 2        | @ Spurs de San Antonio | 8 mai 2008  |
| Paniers tentés             | 19               | @ Pacers de l'Indiana  | 9 février 2005   | 5        | @ Spurs de San Antonio | 8 mai 2008  |
| Paniers à 3 points réussis | -                | -                      | -                | -        | -                      | -           |
| Paniers à 3 points tentés  | 1                | 3 fois                 | 3 fois           | -        | -                      | -           |
| Lancers francs réussis     | 8                | 4 fois                 | 4 fois           | 3        | @ Spurs de San Antonio | 15 mai 2008 |
| Lancers francs tentés      | 12               | Celtics de Boston      | 5 novembre 2005  | 4        | @ Spurs de San Antonio | 15 mai 2008 |
| Rebonds offensifs          | 7                | 2 fois                 | 2 fois           | 2        | 2 fois                 | 2 fois      |
| Rebonds défensifs          | 11               | 2 fois                 | 2 fois           | 2        | @ Spurs de San Antonio | 15 mai 2008 |
| Rebonds totaux             | 17               | @ Pacers de l'Indiana  | 9 février 2005   | 3        | 2 fois                 | 2 fois      |
| Passes décisives           | 5                | @ Bucks de Milwaukee   | 11 février 2006  | 1        | Spurs de San Antonio   | 3 mai 2008  |
| Interceptions              | 3                | 6 fois                 | 6 fois           | -        | -                      | -           |
| Contres                    | 6                | @ Jazz de l'Utah       | 1er février 2005 | -        | -                      | -           |
| Balles perdues             | 5                | 4 fois                 | 4 fois           | 2        | @ Spurs de San Antonio | 15 mai 2008 |
| Minutes jouées             | 42               | 2 fois                 | 2 fois           | 15       | Spurs de San Antonio   | 5 mai 2008  |

- Double-double : 8
- Triple-double : 0